# EM i hurtigløb på skøjter 1892
Europamesterskabet i hurtigløb på skøjter 1892 var det andet EM i hurtigløb på skøjter, og mesterskabet blev afviklet den 25. januar 1892 på WEV-Eisbahn i Wien, Østrig-Ungarn med deltagelse af 4 løbere fra Østrig og Bøhmen. Mesterskabet anses for uofficielt, fordi det ikke blev arrangeret af International Skating Union, som først blev stiftet senere samme år.
Der blev løbet tre distancer, og for at vinde europamesterskabet skulle en løber vinde alle tre distancer:
- ⅓ mile (536 m)
- 1 mile (1609 m)
- 3 miles (4828 m)

De tre løb fik imidlertid to forskellige vindere. Østrigeren Hermann Galler vandt ⅓ mile-løbet i tiden 1:10,0 minut, mens hans landsmand Franz Schilling vandt 1 mile-løbet på 3:53,2 og 3 miles-løbet i tiden 12:21,0. Eftersom ingen af løberne opnåede de tre påkrævede distancesejre, blev der ikke kåret nogen europamester.

## Resultater
| Plac. | Løber                 | ⅓ mile     | 1 mile     | 3 miles     |
| ----- | --------------------- | ---------- | ---------- | ----------- |
| NC1   | Franz Schilling       | 1:15.2 (2) | 3:53.2 (1) | 12:21.0 (1) |
| NC2   | Hermann Galler        | 1:10.0 (1) | 4:03.0 (2) | 14:08.0 (3) |
| NC3   | Heinrich Kern         | 1:20.0 (3) | 4:11.0 (3) | 14:06.0 (2) |
| NC    | Josef Rössler-Ořovský | 1:22.0 (4) | DNF        | 14:50.0 (4) |

 DNF = Fuldførte ikke.  DNS = Startede ikke.  NC = Ikke klassificeret.  Kilde: SpeedSkatingStats.com